# 山村尊房
山村 尊房（やまむら そんぼう、1950年<昭和25年> - ）は、日本の官僚 (技術公務員)。厚生労働省水道課長を経てW&E研究所代表。瑞宝小綬章受章者。

## 人物・経歴
愛知県名古屋市生まれ。博士（工学）取得。1976年4月 厚生省入省。その後、環境庁、埼玉県庁、世界保健機関 (ＷＨＯ)、国際協力機構 (ＪＩＣＡ) 専門家などで水道及び環境行政に従事し、2005年 (平成17年) 8月より厚生労働省健康局水道課長。前年に策定された「水道ビジョン」の実現、団塊の世代の大量退職に伴う、水道分野における「2007年問題」への対応、2007年度健康局予算による簡易水道の補助制度見直しに伴う対応などに取り組んだ。
2008年 同職を最後に退官。その後はＷ＆Ｅ研究所代表、一般社団法人名古屋環未来研究所理事、一般財団法人全国水道管内カメラ調査協会専門委員。
専攻は、環境衛生工学、発展途上国協力論など。

## 栄典
2020年11月 令和2年秋の叙勲で瑞宝小綬章を受章。

## 書籍
- 「水道事業経営の基本」 (石井晴夫、宮崎正信、一柳善郎との共著)